# Cryptochiton
Cryptochiton is een geslacht van keverslakken uit de familie Acanthochitonidae.  

## Soorten
- Cryptochiton stelleri (von Middendorff, 1847) - Reuzenkeverslak